# Pielgrzym w Dobromilu
Pielgrzym w Dobromilu czyli Nauki wieyskie z dodatkiem powieści – polski zbiór tekstów moralizatorskich adresowanych do chłopstwa autorstwa Izabeli z Flemmingów Czartoryskiej.
Książkę po raz pierwszy wydano w 1818 w Warszawie. Zawierała nauki moralne dla chłopów wyłożone w formie anegdot, wierszy i powiastek historycznych, płynących z ust Starego Pielgrzyma. Opowieści te miały charakter patronacki oraz konserwatywny, a ich celem było ugruntowanie w czytelnikach przywiązania do pańszczyzny i stworzenie przeciwwagi dla prądów modernizujących wieś. Dzieło było bardzo popularne na wsi polskiej i do 1861 doczekało się trzynastu wydań, a później jeszcze kolejnych. 
Na motywach Pielgrzyma w Dobromilu powstał Pielgrzym w Lubopolu Józfa Lompy (1844). W 1819 Wincenty Lessel napisał na jego motywach śpiewogrę.